# Tamara McKinley
Pour les articles homonymes, voir McKinley.
 (mai 2018).
Si vous disposez d'ouvrages ou d'articles de référence ou si vous connaissez des sites web de qualité traitant du thème abordé ici, merci de compléter l'article en donnant les références utiles à sa vérifiabilité et en les liant à la section « Notes et références ».
Tamara McKinley, née le 25 février 1948 à Launceston, en Tasmanie, est une femme de lettres australienne, autrice de romans sentimentaux et de romans historiques, ainsi que de thrillers psychologiques sous le pseudonyme de Tamara Lee. Elle écrit également sous le pseudonyme d'Ellie Dean la saga de "La pension du bord de mer".

## Biographie
Élevée par sa grand-mère, elle est encore une enfant quand elle doit partir en Grande-Bretagne pour finir ses études dans un pensionnat de jeunes filles du Sussex. 
Elle commence sa carrière littéraire en 1996 par la publication de thrillers psychologiques sous le pseudonyme de Tamara Lee, mais très vite elle revient à ses racines et signe de son patronyme des sagas familiales à succès se déroulant en Australie et qui dépeignent l'outback pionniers à travers des récits sentimentaux et historiques.
Elle vit actuellement sur la côte sud de l'Angleterre avec ses trois enfants, bien qu'elle retourne fréquemment dans son pays natal pour y puiser l'inspiration pour ses romans.
À ce jour, ses huit sagas ont été publiées dans une quinzaine de langues.

## Œuvres

### Romans

#### TrilogieOceana
Cette trilogie se déroule du XVIIIe siècle à l'époque moderne, en Australie, à travers l'histoire de trois familles de migrants, les Penhaligans, les Collinsons et les Cadwalladers.
1. La Terre du bout du monde, L'Archipel, 2012 ((en) Lands Beyond the Sea, 2007), trad. Danièle Momont  (ISBN 978-2-8098-0626-7)Réédition, L'Archipel, coll. « Archipoche » no 251, 2013 (ISBN 978-2-35287-484-3)
2. Les Pionniers du bout du monde, L'Archipel, 2013 ((en) A Kingdom For The Brave, 2008), trad. Danièle Momont  (ISBN 978-2-8098-1130-8)Réédition, L'Archipel, coll. « Archipoche » no 301, 2014 (ISBN 978-2-35287-628-1)
3. L'Or du bout du monde, L'Archipel, 2014 ((en) Legacy, 2009), trad. Danièle Momont  (ISBN 978-2-8098-1474-3)Réédition, L'Archipel, coll. « Archipoche » no 351, 2015 (ISBN 978-2-35287-761-5)

#### SérieLa Pension du bord de mer
1. Et le ciel sera bleu, L'Archipel, 2015 ((en) There'll Be Blue Sky, 2011), trad. Danièle Momont  (ISBN 978-2-80981-767-6)
2. Si loin des siens, L'Archipel, 2016 ((en) Far From Home, 2012), trad. Danièle Momont  (ISBN 978-2-80982-061-4)
3. L'espoir ne meurt jamais, L'Archipel, 2017 ((en) Keep Smiling Through, 2012), trad. Danièle Momont  (ISBN 978-2-80982-312-7)
4. Où le cœur se pose, L'Archipel, 2018 ((en) Where The Heart Lies, 2013), trad. Danièle Momont  (ISBN 978-2-80982-520-6)
5. Quand on ne peut oublier, L'Archipel, 2019 ((en) Always in my Heart, 2013), trad. Danièle Momont  (ISBN 978-2-80982-730-9)
6. L'avenir nous appartient, L'Archipel, 2020 ((en) All my Tomorrows, 2014), trad. Danièle Momont  (ISBN 978-2-80983-963-0)
7. Vers des jours meilleurs, L'Archipel, 2021 ((en) Some Lucky Day, 2014), trad. Danièle Momont
8. Tant que nous serons séparés, L'Archipel, 2022 ((en) While We're Apart, 2015), trad. Danièle Momont  (ISBN 978-2-80984-312-5)
9. Avec mes tendres pensées, L'Archipel, 2022 ((en) Sealed With a Loving Kiss, 2015), trad. Danièle Momont  (ISBN 978-2-80984-314-9)
10. En souvenirs de toi, L'Archipel, 2023 ((en) Sweet Memoires of You, 2016), trad. Danièle Momont  (ISBN 978-2-80984-640-9)
11. Une éclaircie après l'orage, L'Archipel, 2023 ((en) Shelter From The Storm, 2016), trad. Danièle Momont  (ISBN 978-2-80984-743-7)
12. (en) Until you Come, 2017
13. (en) The Waiting Hours, 2017
14. (en) With a Kiss And a Prayer, 2018

#### Sagas familiales
1. L'Héritière de Churinga, France-Loisirs, coll. « Passionément », 2003 ((en) Matilda's Last Waltz, 1999), trad. Catherine Ludet  (ISBN 978-2-35287-018-0)Réédition sous le titre La Dernière Valse de Mathilda, L'Archipel, 2005 (ISBN 2-84187-652-7) ; éédition, L'Archipel, coll. « Archipoche » no 23, 2006
2. L'Héritière de Jacaranda, L'Archipel, 2011 ((en) Jacaranda Vines, 2001), trad. Frédérique Fraisse  (ISBN 978-2-8098-0432-4)Réédition, L'Archipel, coll. « Archipoche » no 210, 2012 (ISBN 978-2-35287-287-0)
3. Les Fleurs du repentir, L'Archipel, 2017 ((en) Windflowers, 2002)  (ISBN 9782809822564)
4. Éclair d'été, L'Archipel, 2009 ((en) Summer Lightning, 2003), trad. Catherine Ludet  (ISBN 978-2-8098-0118-7)Réédition, L'Archipel, coll. « Archipoche » no 124, 2010 (ISBN 978-2-35287-149-1)
5. Les Orages de l'été, L'Archipel, 2016 ((en) Undercurrents, 2004), trad. Danièle Momont  (ISBN 978-2-8098-1881-9)
6. Le Chant des secrets, L'Archipel, 2010 ((en) Dreamscapes, 2005), trad. Catherine Ludet  (ISBN 978-2-8098-0255-9)Réédition, L'Archipel, coll. « Archipoche » no 165, 2011 (ISBN 978-2-35287-208-5)
7. L'Île aux mille couleurs, L'Archipel, 2015 ((en) The Ocean Child, 2013), trad. Danièle Momont  (ISBN 978-2-8098-1689-1)
8. Une pluie d'étincelles, L'Archipel, 2018 ((en) Firestorm, 2013), trad. Danièle Momont  (ISBN 978-2-8098-2442-1)
9. La Route de Savannah Winds, L'Archipel, 2019 ((en) Savannah Winds, 2014), trad. Danièle Momont  (ISBN 9782809826159)
10. Les échos du souvenir, L'Archipel, 2021 ((en) Echoes from Afar, 2015), trad. Danièle Momont  (ISBN 978-2-8098-4127-5)
11. Lune de Tasmanie, L'Archipel, 2020 ((en) Spindrift, 2017), trad. Danièle Momont  (ISBN 978-2-8098-2828-3)

#### Thrillers psychologiques signés du pseudonyme Tamara Lee
1. (en) Reap the Whirlwind, 1996
2. (en) Queens Flight, 1997